# 青堆駅
青堆駅（せいたいえき、繁体字: 青堆站）は、中華人民共和国遼寧省大連市の県級市、荘河市青堆鎮に位置する駅。丹大都市間鉄道の開業にともない、2015年12月17日に使用を開始した。丹東駅から119キロ、大連北駅から174キロある。